# Демографија Фиџија
Демографске карактеристике становништва Фиџија познате су кроз пописе, који се обично спроводе у интервалима од десет година, а статистички бирои су их анализирали од 1880-их. Статистички биро Фиџија (ФБОС) обавља овај задатак од 1996. године, првог пописаног пописа Фиџија када је била независна држава. Пописом из 2017. утврђено је да је стално становништво Фиџија 884.887, у поређењу са 837.271 на попису из 2007. године. Густина насељености у то време 2007. године износила је 45,8 становника по квадратном километру, а укупан животни век на Фиџију био је 67 године. Од 1930-их популација Фиџија се повећавала по стопи од 1,1% годишње. Од 1950-их, стопа наталитета на Фиџију је непрекидно премашивала стопу смртности. У популацији доминира старосна група од 15 до 64 године. Средња старост становништва износила је 27,9 година, а однос полова у укупном становништву 1,03 мушкарци по 1 жене.
Аутохтони Фиџијци, староседеоци Фиџија, мешавина су Полинежана и Меланезијаца, која су резултат првобитних миграција у јужни Пацифик током времена. Индо-фиџијско становништво се брзо повећало са 61.000 људи доведених са индијског потконтинента (данашњи Бангладеш, Индија, Пакистан) између 1879. и 1916. да раде на пољима шећерне трске, од којих су многи касније закупили/поседовали плантаже шећерне трске.
Године 1977. The Economist је известио да су етнички Фиџијци мањина од 255.000, у укупној популацији од 600.000 од којих је половина била индијског порекла, а остатак Кинези, Европљани и мешовитог порекла.
Аутохтони Фиџијци живе широм земље, док Индо-Фиџијци живе углавном у близини урбаних центара и у областима за производњу трске на два главна острва. Скоро сви аутохтони Фиџијци су хришћани, а неке две трећине су методисти. Индо-Фиџијци, насупрот томе, имају сличну верску мешавину као Индија данас: неких 76,7% Индо-Фиџијаца су хиндуисти, са још скоро 16% муслимана и 6% одсто хришћана. Има и неколико Сикха.
Национални попис би требало да се спроводи сваких десет година, али је попис намењен 2006. одложен за 2007. годину. Министар финансија Рату Џон Кубуабола објавио је 27. октобра 2005. да је влада одлучила да неће бити у интересу земље да се у истој години одрже попис становништва и општи избори. Фокус народа на изборе могао би да утиче на њихову сарадњу са пописним званичницима“, рекао је он. Завод за статистику подржао је Кубуаболину најаву, рекавши да би јавни интерес за опште изборе вјероватно одвратио пажњу људи од пописа, што би га учинило проблематичним за спровођење.

## Етничке групе
Према попису становништва Фиџија из 2007. године, број Фиџијаца је порастао са 393.575 на 475.739, док се број Индијаца смањио са 338.818 на 313.798.  Према владиним статистикама, последња процењена популација староседелаца Фиџија износи 511.838, док Индијаца има 290.129 и 56.071 осталих (јануар 2012).

## Религије (попис из 1996.)
| Religion                                  | Indigenous House | Indigenous House | Indo-Fijian | Indo-Fijian | Others | Others | TOTAL   | TOTAL |
| Religion                                  | 393,575          | %                | 338,818     | %           | 42,684 | %      | 775,077 | %     |
| ----------------------------------------- | ---------------- | ---------------- | ----------- | ----------- | ------ | ------ | ------- | ----- |
| Методисти                                 | 261,972          | 66.6             | 5,432       | 1.6         | 13,224 | 31.0   | 280.628 | 36.2  |
| Католици                                  | 52,163           | 13.3             | 3,520       | 1.0         | 13,637 | 31.9   | 69.320  | 8.9   |
| Скупштина Божија                          | 24,717           | 6.2              | 4,620       | 1.4         | 1,735  | 4.1    | 31.072  | 4.0   |
| Адвентисти                                | 19,896           | 5.1              | 572         | 0.2         | 1,719  | 4.0    | 22.187  | 2.9   |
| Англиканци                                | 2,508            | 0.6              | 1,208       | 0.4         | 2,609  | 6.2    | 6.325   | 0.8   |
| Јеховини сведоци                          | 4,815            | 1.2              | 486         | 0.1         | 801    | 1.9    | 6.102   | 0.8   |
| ЦМФ (Сваки дом)                           | 5,149            | 1.3              | 269         | 0.1         | 255    | 0.6    | 5.673   | 0.7   |
| Црква Исуса Христа светаца последњих дана | 2,253            | 0.6              | 633         | 0.2         | 589    | 1.4    | 3.475   | 0.4   |
| Апостолци                                 | 2,237            | 0.6              | 250         | 0.1         | 106    | 0.2    | 2.593   | 0.3   |
| Проповедници Јеванђеља                    | 618              | 0.2              | 514         | 0.2         | 222    | 0.5    | 1.354   | 0.2   |
| Баптисти                                  | 695              | 0.2              | 382         | 0.1         | 219    | 0.5    | 1.296   | 0.2   |
| Војска спаса                              | 628              | 0.2              | 251         | 0.1         | 110    | 0.3    | 989     | 0.1   |
| Презвитеријанци                           | 105              | 0.0              | 90          | 0.0         | 188    | 0.4    | 383     | 0.0   |
| Остали Хришћани                           | 12,624           | 3.2              | 2,492       | 0.7         | 2,969  | 7.0    | 18.085  | 2.3   |
| Сви Хришћани                              | 390,380          | 99.2             | 20,719      | 6.1         | 38,383 | 89.9   | 449,482 | 58.0  |
|                                           |                  |                  |             |             |        |        |         |       |
| Санатанис                                 | 551              | 0.1              | 193,061     | 57.0        | 315    | 0.7    | 193.927 | 25.0  |
| Арија Самајци                             | 44               | 0.0              | 9,493       | 2.8         | 27     | 0.1    | 9.564   | 1.2   |
| Кабирпантиси                              | 43               | 0.0              | 73          | 0.0         | 2      | 0.0    | 118     | 0.0   |
| Сатја Саи девотеси                        | 7                | 0.0              | 52          | 0.0         | 1      | 0.0    | 60      | 0.0   |
| Остали Хиндуси                            | 219              | 0.1              | 57,096      | 16.9        | 113    | 0.3    | 57.428  | 7.4   |
| Сви Хиндуси                               | 864              | 0.2              | 259,775     | 76.7        | 458    | 1.1    | 261,097 | 33.7  |
|                                           |                  |                  |             |             |        |        |         |       |
| Суни                                      | 175              | 0.0              | 32,082      | 9.5         | 94     | 0.2    | 32.351  | 4.2   |
| Ахмадијанци                               | 18               | 0.0              | 1,944       | 0.6         | 14     | 0.0    | 1.976   | 0.3   |
| Остали Муслимани                          | 131              | 0.0              | 19,727      | 5.8         | 138    | 0.3    | 19.996  | 2.6   |
| Сви Муслимани                             | 324              | 0.1              | 53,753      | 15.9        | 246    | 0.6    | 54,323  | 7.0   |
|                                           |                  |                  |             |             |        |        |         |       |
| Сики                                      | 0                | 0.0              | 3,076       | 0.9         | 0      | 0.0    | 3,076   | 0.4   |
|                                           |                  |                  |             |             |        |        |         |       |
| Бахаисти                                  | 389              | 0.1              | 25          | 0.0         | 149    | 0.3    | 563     | 0.1   |
|                                           |                  |                  |             |             |        |        |         |       |
| Конфучијанци                              | 8                | 0.0              | 21          | 0.0         | 336    | 0.8    | 365     | 0.0   |
|                                           |                  |                  |             |             |        |        |         |       |
| Остале религије                           | 61               | 0.0              | 314         | 0.1         | 664    | 1.6    | 1,039   | 0.1   |
|                                           |                  |                  |             |             |        |        |         |       |
| Нерелигиозни†                             | 1,549            | 0.4              | 1,135       | 0.3         | 2,448  | 5.7    | 5,132   | 0.7   |

† Укључује атеисте и агностике.
Извор: Одељење за статистику Фиџија
До краја 2006. године, црква ЛДС-а је имала 14.448 чланова на Фиџију, што је око 1,4% становништва. Црква ЛДС такође има храм на Фиџију.

## Рођења и смрти
| Година | Популација (x1000) | Живорођени | Смрти | Природни прираштај | Груба стопа наталитета | Груба стопа морталитета | Стопа природног прираштаја | ТФР  |
| ------ | ------------------ | ---------- | ----- | ------------------ | ---------------------- | ----------------------- | -------------------------- | ---- |
| 1996   | 775,077            | 17,608     | 4,604 | 13,004             | 22.7                   | 6.2                     | 16.5                       | 2.80 |
| 1997   |                    | 16,977     | 5,578 | 11,399             | 21.6                   | 5.5                     | 16.1                       | 2.60 |
| 1998   |                    | 16,910     | 5,240 | 11,670             | 21.2                   | 5.4                     | 15.8                       | 2.60 |
| 1999   |                    | 16,916     | 5,667 | 11,249             | 21.0                   | 4.5                     | 16.5                       | 2.60 |
| 2000   |                    | 17,966     | 5,914 | 12,052             | 22.2                   | 5.3                     | 16.9                       | 2.70 |
| 2001   |                    | 16,689     | 5,774 | 10,915             | 20.5                   | 6.1                     | 14.4                       | 2.50 |
| 2002   |                    | 16,990     | 5,632 | 11,358             | 20.6                   | 6.2                     | 14.4                       | 2.50 |
| 2003   |                    | 17,701     | 6,116 | 11,585             | 21.2                   | 6.1                     | 15.1                       | 2.60 |
| 2004   |                    | 17,199     | 5,628 | 11,571             | 20.9                   | 6.8                     | 14.1                       | 2.60 |
| 2005   |                    | 16,900     | 5,963 | 10,937             | 20.3                   | 7.1                     | 13.2                       | 2.50 |
| 2006   | 830,619            | 17,356     | 6,154 | 11,202             | 20.8                   | 7.4                     | 13.4                       | 2.60 |
| 2007   | 834,517            | 17,456     | 6,359 | 11,097             | 20.9                   | 7.6                     | 13.3                       | 2.50 |
| 2008   | 841,373            | 17,199     | 6,471 | 10,728             | 20.4                   | 7.7                     | 12.7                       | 2.50 |
| 2009   | 845,462            | 18,211     | 6,119 | 12,092             | 21.5                   | 7.2                     | 14.3                       | 2.70 |
| 2010   | 850,700            | 22,220     | 5,966 | 16,254             | 24.4                   | 7.2                     | 17.2                       | 3.00 |
| 2011   | 854,290            | 19,547     | 6,151 | 13,396             | 22.9                   | 7.5                     | 15.4                       | 2.90 |
| 2012   | 858,038            | 18,434     | 6,431 | 12,003             | 21.5                   | 7.6                     | 13.9                       | 2.84 |
| 2013   | 862,068            | 18,633     | 6,488 | 12,145             | 21.6                   | 7.6                     | 14.0                       | 2.71 |
| 2014   | 865,716            | 19,143     | 6,573 | 12,570             | 21.9                   | 8.0                     | 13.9                       | 2.92 |
| 2015   | 869,458            | 19,081     | 6,672 | 12,409             | 21.7                   | 7.7                     | 14.0                       | 2.91 |
| 2016   | 873,210            | 18,446     | 7,476 | 10,970             |                        | 8.3                     |                            |      |
| 2017   | 884,887            | 19,646     | 6,992 | 12,654             | 22.2                   | 7.9                     | 14.3                       |      |
| 2018   | 889,649            |            |       |                    |                        |                         |                            |      |
| 2019   | 894,410            |            |       |                    |                        |                         |                            |      |
| 2020   | 899,172            |            |       |                    |                        |                         |                            |      |

## Демографска статистика CIA World Factbook
Следећи демографски статистички подаци су из ЦИА Ворлд Фацтбоок, осим ако није другачије назначено.
- Становништво:[4] 827.900 [5]
- Старосна структура :[6]

0–14 година : 33% (мушкарци 141.779; жене 136.212)

15–64 године : 63% (мушкарци 263.127; жене 262.686)

65 година и више: 4% (13.405 мушкараца; 15.285 жена) (процена 2000. )
- Стопа раста становништва: [6] 0,67% (2015 проц.)
- Стопа наталитета: [6] 19,43 рођених/1.000 становника (процена 2015.)
- Стопа смртности: [6] 6,04 умрлих/1000 становника (процена 2015.)
- Нето стопа миграције: [6] -6,75 миграната/1.000 становника (процена 2015.)
- Однос полова: [6]
 при рођењу : 1.05 мушко/женско
0–14 година: 1,05 мушкараца/жена
15–24 године: 1,04 мушкарца/жене
25–54 године: 1,05 мушкараца/жена
55–64 године: 1,02 мушкарца/жене
65 година и више: 0,85 мушкараца/жена
- Стопа смртности мајки: [6] 30 умрлих/100.000 живорођених (процена 2015.)
- Стопа смртности новорођенчади: [6]
Укупно: 9,94 умрлих/1000 живорођених
Мушкарци: 10,97 умрлих/1000 живорођених
Жене: 8,87 умрлих/1000 живорођених (процена 2015.)
- Укупна стопа фертилитета: [6] 2,47 рођене деце по жени (процена 2015.)
- Етничке групе: [6] иТаукеи 56,8% (претежно Меланежани са полинезијском примесом), Индијанци 37,5%, Ротумани 1,2%, остали 4,5% (Европљани, делом Европљани, остали становници Пацифика, Кинези)
- Језици: [6] енглески (званични), фиџијски (званични), хиндустани
- Религије: [6] протестантизам 45% ( методизам 34,6%, Скупштина Божија 5,7%, адвентисти седмог дана 3,9% и англиканство 0,8%), хиндуизам 27,9%, остало хришћанство 10,4%, римокатолицизам 9,1%, ислам 6,3%, Сикхизам 0,3%, остали 0,3%, ниједан 0,8% (процена 2007.)